# North Frontenac
North Frontenac es un municipio canadiense situado en la provincia de Ontario.

## Superficie
North Frontenac tiene una superficie de 1157,97 km².

## Demografía
En 2021, tenía 2285 habitantes, una densidad poblacional de 2 hab./km², y 2798 viviendas.